# Stasimopus leipoldti
Stasimopus leipoldti är en spindelart som beskrevs av William Frederick Purcell 1902. Stasimopus leipoldti ingår i släktet Stasimopus och familjen Ctenizidae. Inga underarter finns listade i Catalogue of Life.